# Le Jumeau
Pour plus de détails, voir Fiche technique et Distribution.
Le Jumeau est un film français d'Yves Robert sorti en octobre 1984.

## Synopsis
Petit chef d'entreprise dévoré par la passion du jeu, Matthias Duval se retrouve totalement fauché après une partie de poker.  Recueilli par son ami Ralph sur la côte d’Azur, il rencontre, lors d'une garden party, la jeune et belle Liz Kerner, une riche Américaine à qui il fait immédiatement la cour.
Après un moment intime passé avec Liz, celle-ci lui annonce qu’elle a une sœur jumelle.  Il déclare alors qu’il a lui aussi un frère jumeau, Mathieu.  Lorsqu’il fait la rencontre de la sœur jumelle, Betty, cette dernière lui confiera son envie de rencontrer Mathieu au plus vite.  Pour ne pas être découvert dans son mensonge, Matthias usera de différents stratagèmes pour devenir Mathieu à mi-temps et séduire également Betty.
Ce que Matthias ignore est que Liz et Betty Kerner sont pressées de se marier, leur mariage étant la condition fixée par leurs parents – morts accidentellement quelques semaines auparavant – pour toucher l’héritage, et que la première des deux à se marier empochera une part plus importante de l’héritage.
Ayant suspecté que les « frères » Duval pourraient être uniquement intéressés par une alliance d’argent, Ernest Volpinex, l’avocat de la succession des Kerner, confronte Matthias et lui enjoint de se tenir à distance des deux jumelles.
Betty épouse Mathieu en cachette de sa sœur.  Le lendemain, Matthias se résout alors à cesser la comédie et se prépare à rompre avec Liz, mais cette dernière lui propose un contrat de mariage assorti d’un salaire mensuel.  Il finit par céder à l’appât du gain et accepte la proposition de Liz.  Un soir, il se retrouve même à se « cocufier lui-même » en couchant avec Betty sous son identité de Matthias.  Lorsque Liz apprend que Betty s’est déjà mariée, elle tente de la battre de vitesse en épousant Matthias aux États-Unis pour rencontrer directement leur oncle Timothey.
Alors qu’il se trouve seul dans une propriété des sœurs Kerner, sous son identité de Mathieu – Matthias étant prétendument au Japon –, Volpinex débarque avec un dossier contenant les preuves irréfutables de la supercherie de Matthias sur son identité, et entend bien le faire incarcérer pour bigamie, faux et usage de faux et escroquerie. Il éclate de colère, avouant au passage que lui aussi espérait toucher le magot et commence à rouer Mathieu de coups. En se défendant des coups portés par Volpinex, Mathieu le tue accidentellement.  Alors qu’il essaie de brûler le dossier pour le faire disparaître, Mathieu met accidentellement le feu à la maison, et s’échappe.  La police conclura ensuite que le cadavre incinéré retrouvé dans la maison était celui de Mathieu et que Volpinex, confondu par sa voiture stationnée à proximité, est l’assassin en fuite.
Reprenant son identité de Matthias, il peut désormais vivre pleinement son histoire avec Liz sans devoir travestir son identité.  Il découvrira néanmoins que les deux sœurs n’étaient pas dupes – elles disposent d’une copie du dossier élaboré par Volpinex – et se satisfont pleinement de se partager Matthias dans un ménage à trois.

## Fiche technique
- Titre : Le Jumeau
- Réalisation : Yves Robert
- Assistant réalisateur : Philippe Charigot, Jean-Denis Robert
- Scénario : Élisabeth Rappeneau
- Scénario : Yves Robert, d’après le roman de Donald Westlake, Un jumeau singulier
- Photographie : Robert Fraisse
- Musique : Vladimir Cosma
- Montage : Pierre Gillette
- Cascades actions réglées par Claude Carliez et son équipe
- Genre : comédie
- Durée : 110 minutes
- Date de sortie : 10 octobre 1984 (France)

## Distribution
- Pierre Richard : Matthias et « Mathieu » Duval
- Jean-Pierre Kalfon : Ernest Volpinex
- Camilla More : Elisabeth « Betty » Kerner
- Carey More : Elizabeth « Liz » Kerner
- Andréa Ferréol : Evie
- Jacques Frantz : Ralph
- Françoise Dorner : Marie
- Jean-Pierre Castaldi : Charlie
- Paul Le Person : le clochard jazz
- Isabelle Strawa : Nikki la gouvernante
- Jean-Claude Bouillaud : l’inspecteur
- Henri Labussière : le maire
- Yves Robert : l’homme dans l'ascenseur

## Autour du film
- Chet Baker (trompette et voix) a participé à la bande originale du film.
- Le film a fait l'objet d'un remake américain Two Much réalisé en 1995 par Fernando Trueba, avec Antonio Banderas dans le rôle du jumeau et Melanie Griffith et Daryl Hannah dans celui des sœurs (non jumelles dans le remake).